# Peracle bispinosa
Peracle bispinosa is een slakkensoort uit de familie van de Peraclidae. De wetenschappelijke naam van de soort is voor het eerst geldig gepubliceerd in 1888 door Pelseneer.